# مجلس الشيوخ الأيرلندي
مجلس الشيوخ الأيرلندي (بالإنجليزية: Seanad Éireann)‏ هو مجلس شيوخ جمهورية أيرلندا، تأسس في 11 ديسمبر 1922، ويتكون من 60 مقعداً، يقع المقر الرئيسي له في لينستر هاوس، وهو المجلس الأعلى في البرلمان الأيرلندي.

## طالع أيضًا
- البرلمان الأيرلندي